# Micranthes nudicaulis
Micranthes nudicaulis là một loài thực vật có hoa trong họ Saxifragaceae. Loài này được (D. Don) Gornall & H. Ohba mô tả khoa học đầu tiên năm 2007.